# Paul Erickson
 (juillet 2018).
Si vous disposez d'ouvrages ou d'articles de référence ou si vous connaissez des sites web de qualité traitant du thème abordé ici, merci de compléter l'article en donnant les références utiles à sa vérifiabilité et en les liant à la section « Notes et références ».
Pour les articles homonymes, voir Erickson.
Paul Erickson, né à Vermillon en 1962, est un cadre politique et avocat américain qui s'est impliqué dans plusieurs campagnes présidentielles américaines pour le camp des Républicains.
Il a de fortes connexions avec la National Rifle Association ainsi qu'avec plusieurs intérêts russes pour lesquels, en 2017, il fut l'objet d'une enquête fédérale au sujet des accusations d'ingérences russes dans l'élection présidentielle américaine de 2016.

## Éducation
Paul Erickson est né dans la ville de Vermillon, dans le Dakota du Sud.
Il étudie à l'université du Dakota du Sud puis à l'université Yale où il reçoit un diplôme en économie et sciences politiques en 1984. En 1980, alors qu'il étudiait encore à l'université du Dakota du Sud, il organise une campagne de jeunesse pour soutenir le député James Abdnor. Entre son changement de l'Université du Dakota du Sud vers l'université Yale, Erickson occupe le poste de trésorier national de l'association politique College Republicans (CRNC), située à Washington, dont l'équipe de cette époque était composée, entre autres, de Grover Norquist, Ralph Reed, et Jack Abramoff. Abramoff écrira plus tard : « Pour tous les étudiants républicains qui ont contacté le national office, Paul Erickson était de loin la personne la plus impressionnante qu'ils aient jamais rencontrée en politique »[réf. nécessaire].
Alors qu'il est encore à l'université, Erickson écrit Fritzbusters, un numéro comique critiquant le candidat démocrate à la présidentielle Walter Mondale et parodiant le film SOS Fantômes. Erickson, ainsi que d'autres membres du College Republicans, ont joué ce spectacle à la convention nationale républicaine de 1984 et encore durant la première partie de certains meetings de Ronald Reagan pendant l'élection présidentielle américaine de 1984. Les représentations de Fritzbusters ont dû s'arrêter après que plus de 100 étudiants, portant des maillots Fritzbusters aient interrompu un discours de Mondale en septembre 1984.
Erickson a également obtenu un diplôme en droit à l'université de Virginie en 1988.

### Carrière de consultant politique
En plus de son œuvre politique pendant ses années universitaires, Erickson occupe en 1985 le poste de directeur de campagne pour Richard Viguerie, qui ne réussit cependant pas à se faire élire lieutenant-gouverneur de Virginie.
Frustré par la hausse des impôts votée par le président George H. W. Bush, Erickson rejoint alors l’équipe de Pat Buchanan en tant que directeur politique national et directeur de campagne lors des élections de 1992. Un biographe de Buchanan[Lequel ?] dit plus tard qu'Erickson « était alors la meilleure personne qu'il lui fallait, au prix que pouvait se permettre Pat. »
Erickson est plus tard conseiller pour les deux campagnes présidentielles de Mitt Romney. Il est aussi un ancien membre du conseil d'administration de l'American Conservative Union, un groupe qui organise la Conservative Political Action Conference (CPAC).
En 2008, il aide Joanne Herring à lancer le Marshall Plan Charities, groupe visant à aider au développement de petits villages afghans par le biais de donations privées.
Stefen Moore, le fondateur du groupe politique de droite Club for Growth se base souvent sur ce qu'il nomme les « idées astucieuses et créatives » d'Erickson. Cependant, Lee Schoenbeck, ancien député Républicain de Watertown, située dans le Dakota du Sud, parle de lui en ces termes, comme étant « la seule et plus grande farce que je n'ai jamais rencontré en faisant de la politique dans le Dakota du Sud »[réf. nécessaire]. Casey Phillips, consultant politique du Dakota du Sud, a dit d'Erickson qu'« il aime mettre les gens en contact avec les gens. C'est quelqu'un qui est au centre des relations partout où il le peut »[réf. nécessaire].

### Carrière juridique et dans le monde des affaires
En 1989, Erickson travaille comme producteur exécutif du film Le Scorpion rouge (Red Scorpion), film anticommuniste produit par Jack Abramoff.
Entre 1993 et 1994, il est le conseiller de presse de John Wayne Bobbitt, dont la femme a coupé le pénis avec un couteau de cuisine. Erickson organise pour Bobbitt une tournée internationale nommée Love Hurts, durant laquelle Bobbit apparait dans des émissions télévisées telle que le Howard Stern Show.
En 1994, Erickson a obtenu, avec Jack Abramoff, un contrat de 30 000 dollars dans le but de faire du lobbying en faveur du dictateur de la République démocratique du Congo, Mobutu Sese Seko pour lui permettre de venir aux États-Unis, alors que ce droit lui avait été refusé à cause de la nature corrompue et dictatoriale de son régime. Mobutu sollicita une visite aux Nations Unies dans le but de plaider sa demande mais, sa demande de visa fut finalement refusée à cause de son passif en termes de violation des droits de l’homme.
En 1997, Erickson fonde Compass Care, une société de service aux seniors basée dans le Dakota du Sud dont le but était de développer des solutions de soins à domicile non-médicalisées pour les personnes âgées du Midwest. Cette entreprise risquée mène à plusieurs facteurs dérivés, tels que des communautés indépendantes de seniors et l'octroi de licences sur des technologies médicales. Erickson et ses sociétés ont été la cible d'au moins sept procès civils. Dans deux de ces affaires, les investisseurs de Compass Care ont allégué qu'Erickson aurait prévu des retours sur investissement situés entre 25 et 100 % mais aucun des investisseurs ne reçut aucun dividende et qu'Erickson était revenu sur sa parole de rembourser les investissements originaux. Un investisseur gagna un procès et reçut 115 417 dollars en 2003 et un autre reçut 190 000 dollars en 2008. Deux des avocats d'Erickson se retirèrent du second dossier, l’un après qu'Erickson lui signa un chèque sans provision. 

### Rôle dans la campagne présidentielle de Donald Trump en 2016
Erickson est fortement lié à la National Rifle Association et à la communauté pro-armes russe. Il apporte publiquement son soutien à Maria Butina, ancienne assistante d'Aleksandr Torshin (en) et fondatrice du groupe russe pro-armes Право на оружие (Droit de Porter des Armes). En 2016, Erickson et Boutina ont monté une entreprise basée dans le Dakota du Sud nommée Bridges, LLC à propos de laquelle Erickson dira plus tard qu'elle fut créée pour apporter un soutien financier à Boutina dans le but de l’aider pour qu'elle termine ses études.
Durant la campagne présidentielle de 2016 aux côtés de Donald Trump, Erickson tente de développer une entente entre la NRA et le gouvernement russe. En mai 2016, il envoie un émail au conseiller du candidat Trump, Rick Deanborn dont l'objet était « Kremlin Connexion ». Dans ce courriel, Erickson lui demande, ainsi qu'au futur sénateur Jeff Sessions, des conseils pour organiser une rencontre entre Donald Trump et le président russe Vladimir Poutine lors d'une convention annuelle de la NRA. Après la victoire de Donald Trump en novembre 2016, Erickson déclare qu'il conseille alors son équipe de transition.
Erickson, Boutina et Torchine ont été l’objet d’ une enquête de la part du United States Senate Select Committee on Intelligence à propos des accusations d'ingérences russes dans l'élection présidentielle américaine de 2016. Torchine a aussi été visé par une enquête par le Federal Bureau of Investigation pour savoir si le gouvernement russe tenta de faire passer illégalement de l'argent à la NRA dans le but d'aider le candidat Trump à gagner les élections. En juillet 2018, Boutina a été arrêtée par le FBI et inculpée pour conspiration en tant qu'agent de la fédération de Russie. Les autorités ont déclaré qu'un Américain dont le nom n'a pas été divulgué, plus tard identifié comme étant Erickson, a œuvré avec Boutina pour organiser des présentations avec des personnes influentes sur le sol des États-Unis dans le but de favoriser les intérêts russes.

### Activités religieuses
Erickson est élu pour un mandat au conseil d'administration de l'Institut de théologie luthérienne. Il est l'un des fondateurs de « Word Alone », un groupe réformateur au sein de l'Église évangélique luthérienne aux États-Unis (ECLA).
En 1997, il aide à organiser un service religieux géant sur le National Mall à Washington D.C., sponsorisé par l'organisation masculine évangélique chrétienne « Promise Keepers ». Des centaines de milliers d'hommes ont assisté au service religieux qui dura toute la journée.

### Vie personnelle
Erickson est célibataire et n'a jamais été marié. Il possède des résidences à New York, Los Angeles et Sioux Falls dans le Dakota du Sud.
D'après les charges engagées contre Boutina, cette dernière et Erickson vivaient ensemble et avaient une relation à caractère sexuel, qu'utilisait Boutina pour servir les intérêts russes et aurait supposément offert des faveurs sexuelles à au moins un autre cadre appartenant au Parti républicain[réf. nécessaire].